# Dipartimento di Belgrano (Santiago del Estero)
Belgrano è un dipartimento argentino, situato nella parte sud-orientale della provincia di Santiago del Estero, con capoluogo Bandera.
Esso confina a nord con il dipartimento di General Taboada, a est con la provincia di Santa Fe, a sud e a ovest con il dipartimento di Aguirre.
Secondo il censimento del 2001, su un territorio di 3.314 km², la popolazione ammontava a 7.950 abitanti.
Municipi e “comisiones municipales” del dipartimento sono:
- Bandera
- Cuatro Bocas
- Fortín Inca
- Guardia Escolta